# Guédel
Le Guédel était un ferry qui assurait la liaison entre Quiberon et Belle-Île-en-Mer. Il fut exploité à partir de 1930. Ce fut le premier navire à moteur Diesel à assurer la traversée. Il pouvait accueillir jusqu'à 9 voitures qui étaient chargées à son bord par un treuil. Il faudra attendre l'arrivée du Belle-Isle en 1957 pour que les voitures puissent accéder directement à bord depuis le quai.

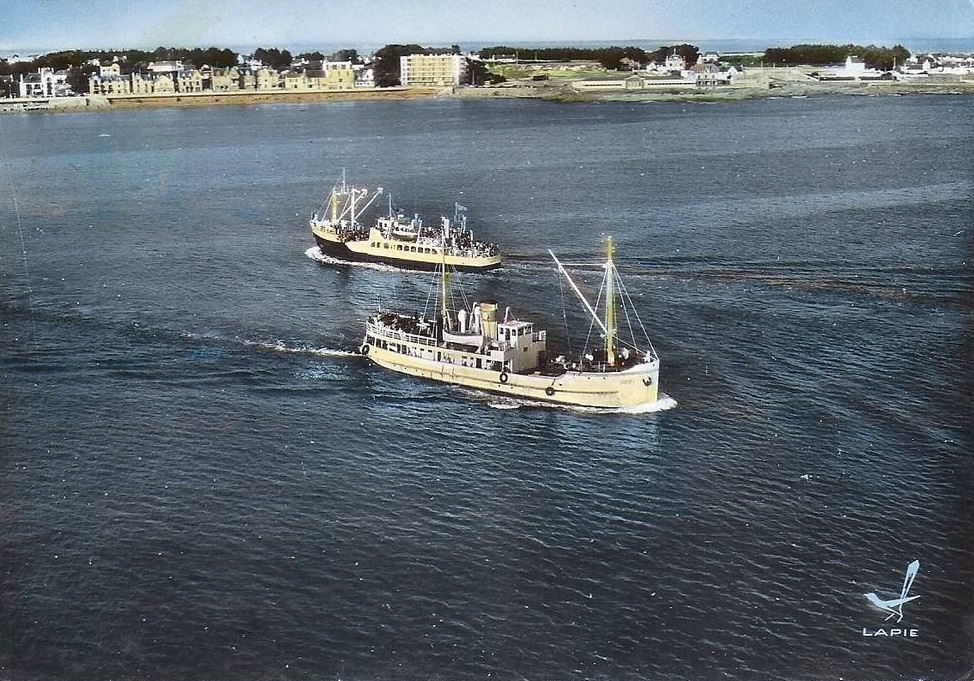
Croisement du Guédel et du Belle-Isle (à l'arrière-plan).